# 高橋窓雨
高橋窓雨（？—1931年4月26日，高橋窗雨）是日本愛知縣名古屋出身的俳人、記者，本名高橋鋼太郎、俳號為殘夢庵窓雨。日治時代初期台灣俳句界舊派的中心人物。

## 經歷
明治30年（1897年）6月，高橋窓雨渡台，明治31年（1898年）『台灣日日新報』發刊以來，擔任該報記者，同時也選拔俳句，在該報俳句欄「日々俳壇」刊登，做為舊派宗匠，成為初期俳壇的一大勢力，但正岡子規的高弟渡邊香墨渡台後，形成以俳誌『相思樹』為中心的新派俳人，和以「日々俳壇」為中心的舊派俳人相抗衡的狀態。昭和6年（1931年）4月26日，高橋歿於台灣。